# Desglobalización

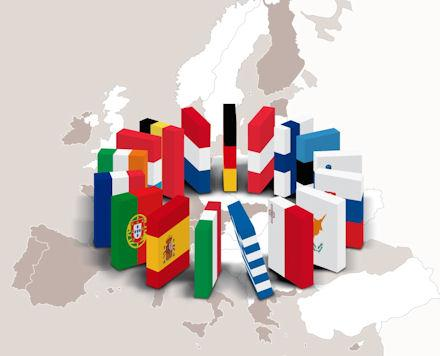
Una caricatura política sobre el «efecto dominó» de una salida de Grecia de la eurozona.

La desglobalización es el proceso de disminución de la interdependencia y la integración entre ciertas unidades en todo el mundo, por lo general en los Estados nación. Es ampliamente utilizado para describir los periodos de la historia económica, cuando el comercio y la inversión entre países disminuyen. Se destaca en contraste con la globalización, en el que las unidades incrementan su integración cada vez más con el tiempo, y por lo general extiende el tiempo entre períodos de globalización. El término de desglobalización ha derivado de algunos de los muy profundos cambios en muchos países desarrollados, donde el comercio como una proporción de la actividad económica total se redujo entre 1914 y 1970. Este descenso se refiere a que sus economías se vuelven menos integradas con el resto de las economías del mundo, a pesar de la profundización del alcance de la globalización económica.
Mientras que con la globalización, se puede hacer referencia a la economía, el comercio, las dimensiones sociales, tecnológicos, culturales y políticos, gran parte del trabajo que se ha llevado a cabo en el estudio de la desglobalización se refiere al campo de la economía internacional.
Los períodos de desglobalización son vistos como comparadores interesantes para los otros períodos, como 1850-1914 y 1950-2007, en el que la globalización ha sido la norma, dado que la globalización es la norma para la mayoría de la gente y por lo tanto incluso períodos de interacción internacional estancada, se ven a menudo como períodos de desglobalización. El índice de globalización de KOF Instituto Económico suizo muestra una clara ruptura de la globalización económica en 2009: «El estallido de la burbuja puntocom y los acontecimientos de 9/11 simplemente ralentizaron el ritmo de la globalización; la última crisis económica y financiera ha creado, sin embargo, un grave revés para el proceso de la globalización». En 2010, el estancamiento en el proceso de globalización básicamente continuó pero con diferentes patrones regionales: el mayor movimiento hacia arriba como región ocurrió en el sur de Asia (un aumento muy importante), mientras que en América Latina y África subsahariana se produjo un descenso muy leve en su media regional. Países de altos ingresos y, en particular, de la OCDE continúan su tendencia al estancamiento que ha comenzado incluso antes de la crisis actual.

## Medición de la desglobalización
Al igual que con la globalización, la desglobalización se puede medir de diferentes maneras. Dichas mediciones se centran alrededor de los cuatro principales flujos económicos:
- Bienes y servicios, por ejemplo, las exportaciones más importaciones como proporción del ingreso nacional o por habitante.
- Flujo de personas, por ejemplo, las tasas migratorias, hacia adentro o hacia afuera, ponderados por la población (o las remesas resultantes en porcentaje del PIB)
- El capital, por ejemplo la inversión directa, hacia adentro o hacia afuera, como proporción del ingreso nacional o por habitante.
- Falta de corrientes de tecnología. Aunque por lo general, no se cree posible medir la desglobalización por este cuarto flujo principal.

Aquellas áreas que sean medibles sugieren otras medidas posibles, incluyendo:
- Los aranceles medios
- Restricciones fronterizas sobre el trabajo
- Restricciones a la inversión extranjera directa o a la inversión directa en el exterior

Uno de los ejemplos más destacados del proceso de desglobalización se puede conocer en los Estados Unidos de América, donde el gobierno de Bush y Obama instituyeron el Buy American Act como parte de su paquete de estímulo masivo, que fue diseñado para favorecer los bienes fabricados en los Estados Unidos. Del mismo modo, la UE ha impuesto nuevos subsidios para proteger a sus sectores agrícolas. Estos pasos de desglobalización se pueden observar en como las naciones desarrolladas reaccionaron a la crisis financiera de 2007-08.

## Efectos de la desglobalización
Por lo general se espera que una reducción del nivel de integración internacional de las economías (y la economía mundial en general) ejerza efectos de segunda ronda relacionados con tres mecanismos de retroalimentación:
- Una reducción (de la tasa de crecimiento) del comercio internacional alimentará negativamente el crecimiento a largo plazo.
- Pérdida de interacción en el movimiento conjunto de las economías.
- Retroalimentación de las políticas comerciales en el sentido de que la reducción de la interacción internacional y el menor crecimiento estimularán el proteccionismo y en las cuestiones no económicas se puede esperar una cooperación reducida entre los países e incluso un riesgo creciente de conflicto internacional.[6]

## Política económica internacional de desglobalización
La desglobalización también se ha utilizado como un punto de la agenda política o un término para enmarcar el debate sobre un nuevo orden económico mundial, por ejemplo, por Walden Bello en su libro de 2005 sobre desglobalización.